# Llista de reis d'Armènia

## Reis llegendaris (dinastia hagiana)
- Hayk (Haig) c. 612 aC
- a Mèdia 612-549 aC
- a Pèrsia 549-331 aC

## Sàtrapes aquemènides d'Armènia
- - Sàtrapes no coneguts 539-450 aC

### Hidànides
- - Hidarnes III 	450-428 aC
  - Terituixmes (fill) 428-410 aC
  - No conegut 410-401 aC

### Oròntides
- - Orontes I (noble persa d'origen bactrià, casar amb Rodoguna, filla d0'Artaxerxes II i d'Estàtira que era filla d'Hidarnes II) 401-344 aC
  - Darios III Codomà 344-336 aC
  - Orontes II 336-331 aC
  - Mitraustes? 331 aC

## Sàtrapes macedonis i selèucides d'Armènia

### Orontides
- Mitrenes o Mitranes o Mitrines 331-323 aC (fill d'Orontes II)
- Perdicas d'Orèstia 323 aC (general macedoni)
- Neoptòlem 323-321 aC (general macedoni)
- Èumenes de Càrdia 321 aC (general macedoni)
- Mithran (Mitrenes) 321-317 aC
- Orontes III (Ervand III) vers 317-després de 300 (fill)
- Sames d'Armènia vers 260 - 243 (fill)
- Arsames (Arsham) o Artavasdes I (Arsames o Arsabes) 243-226 C (fill)
- Xerxes o Kserks (Xshayarsha) 226-212 aC (fill)
- Abdisar o Abdisares 212 (germà)
- Orontes IV (Ervand IV) 212 – 201 (germà)

- Divisió vers 211 aC en Armènia i Armènia Sofene

## Armènia Sofene
- Zariadris, vers 211-159 aC (211 a 189 com estrategos, després rei)
- Mitrobarzanes I, fill; vers 159-140 aC
- Artanes (Orontes V), fill (possible) vers 140-90 aC
- A Armènia 90 aC
  - Mitrobazanes II, fill (possible), virrei 90-69 aC

## Regne d'Armènia

### Dinastia artàxida
- Artàxies I o Artaxes I 189-159 aC (200-189 sparapet o estrateg)
- Artavasdes I 159-149 o 123 aC (fill)
- Tigranes I (fill) 159 o 149 aC-123 aC (germà)
- Artavasdes II (fill) 123-95 aC
- Tigranes II el gran (fill o nebot) 95-55 aC (client romà 66-55 aC)
- Artavasdes III (fill) 55-34 aC (+31 aC) client romà
- Alexandre Heli (fill de Marc Antoni) 34-33 aC, client romà
- Artaxes II (fill d'Artavasdes II) 33-20 aC aliat de l'Imperi part
- Tigranes III (germà) 20-12 aC, client romà
- Tigranes IV (fill) 12-5 aC i 4 aC-1 dC, aliat part
- Erato (germana i muller) 12-4 aC i 4-1 dC, aliada dels parts
- Artavasdes IV (fill d'Artaxes II) 5-4 aC) aliat de Roma
- Artavasdes V (pretendent) 1-2, aliat part
- Ariobarzanes (fill d'Artabaces, rei d'Atropatena) 2-4, client romà (dinastia intrusa d'Atropatene)
- Artavasdes VI (fill) 4-6, client romà (dinastia intrusa d'Atropatene)
- Tigranes V 6-10 o 11, nominal cient romà (dinastia intrusa herodiana)
- Erato (segona vegada) 10 o 11-14 o 15, favorable als parts

### Dinastia Arsàcida
- Vonones o Vonon (ex rei de Partia 8-11) 12 16, client romà 15-16; rei nominal retingut a Cilícia 16-18
- Orodes (fill d'Artaban III de Partia) 16-18, client part.
- Zenon del Pont (Artaxes III) 18-34 (dinastia intrusa de Polemó del Pont)
- Àrsaces (Arsàces) (fill d'Artaban III de Partia) 34-35
- Mitridates príncep d'Ibèria 35-36 (dinastia artàxida d'Ibèria)
- Orodes (fill d'Artaban III de Partia) 36 (segona vegada?)
- Mitridates (segona vegada) 36-37 (dinastia artàxida d'Ibèria)
- annexió a Partia 37-42
- Mitridates (tercera vegada) 42-51 (dinastia artàxida d'Ibèria)
- Radamist (nebot, fill de Pharsman I d'Ibèria) 51-53 (dinastia artàxida d'Ibèria)
- Tiridates I (germà de Vologeses I de Partia) 53-54
- Radamist (segona vegada) 54-55 (dinastia artàxida d'Ibèria)
- Tiridates I (segona vegada) 55-58
- Tigranes VI 58-63 (dinastia intrusa herodiana)
- Tiridates I (tercera vegada) 62-72? (client de Roma)
- Mitridates II d'Armènia 72-76
- Sanatruk I d'Armènia 76-100?
- Axidares 100-113 (client de Roma)
- Partamasiris 113-114 (client part)
- Provincia romana 114-117
  - Luci Catili Sever, governador 114-117
- Vologès I 118-138 (client romà) (rebel 116 a 118)
- Aurelios Pacoros 138-140/44
- Sohemos 140/144-161 (dinastia desconeguda)
- Pacoros 161-163
- Sohemos (segona vegada) 163-180/185 (dinastia desconeguda)
- Sanatruk II 180/185-197
- Vologès II o Valarsaces (fill) 197-216 (o el futur Vologès V de Pàrtia, pretendent) 180/185-191
- Khosrow I 191/197-216
- Tiridates II (fill) 216-238/252
- A la Persia sassànida ? 238-252
- Artavasdes VII (Ormazd I de Pèrsia) 252-271 (dinastia sassànida i protectorat sassànida)
- Narses 271-283, a Armènia Oriental 283-293 (dinastia sassànida i protectorat sassànida), de fet fins a 297
- Khosrov II d'Armènia a Armènia Occidental 283-287 (fill de Tiridates II) (protectorat romà)
- Tiridates III (fill de Tiridates II) 287-297 a Armenia Occidental (protectorat romà), de 297 a 298 a tot Armènia, protectorat romà
- Tiridates IV (fill de Khosrov II) 298-330
- Khosrov III el Petit 330-339 (fill)
- Tigranes VII (fill) 339- vers 350
- Àrsaces II (fill) vers 350-368
- Ocupació Persa 368-370 
  - Cylax o Cilax (Zig), governador 368-369
  - Artàban (Karen), governador 368-369
  - Baanes Mamiconi, governador 369-370
  - Meruzanes Arzeruni, governador 369-370
- Pap (fill d'Àrsaces II) 370-374
- Varasdat (net de Tigranes VII) 374-378
- Zarmandukht (vídua de Pap) 378-379
- Govern Provisional de Manuel Mamiconi (sparapet) 378-379
- A Persia 379 
  - Govern conjunt del marzban (governador) persa Surenes, la reina Zarmandukht, i Manuel Mamiconi 379- fins després de la mort de Shapur II (379) vers 381
- Govern conjunt de la reina Zarmandukht i Manuel Mamiconi vers 381-384
- Àrsaces III (fill de Zarmandukht) 384-389 (casat amb Bardanduct, filla de Manuel Mamiconi). Rei d'Armènia occidental 387-389.
  - Valarxak (associat) 384-386 (casat amb una filla d'Isaac Bagratuní)

### Petita Armènia
- Artavasdes (abans de Mèdia Atropatene) vers 30-20 aC
- Artàxies o Artaxes III Zenó 18-34
- A l'imperi 34-38
- Cotis de Tràcia 38-48
- Mitridates d'Armènia 48-51
- Vacant 51-54/55
- Aristòbul Asmoneu (Aristòbul de Calcis) 55/56-71
- A l'Imperi 71

### Armènia Sofene
- Sohemos 54-61
- Vacant 61-63
- Annexada a l'Armènia Menor 63

### Petita Armènia (Erzindjan)
- Àrsaces III 389-391
- a l'Imperi romà oriental 391

## Gran Armènia oPersarmènia

### Dinastia arsàcida
- Khosrov IV (de la dinastia arsàcida) 387-392
- Zik (regent) 387-390
- Vram-Shapuh d'Armènia 392-414 (germà de Khosrov III) 392-414
- Khosrov IV (segona vegada) 414-415
- Shahpuh (hereu de Persia, dinastia sassànida) 415-421
- Govern Provisional de Narses Djidjrakatsi 421
- Governs independents locals 421-423
- Artaxes IV (fill de Vram Shapuh) 423-428

## Marzpanat d'Armènia (marzbans o governadors perses)
- Veh-Mihr-Shahpuhr 428-442
- Vasaces de Siània 442-451 (de Siunia vers 430-452)
- Adrormizd (Adhur-Homidz) 452-465.
- Aderveshnasp (Adhur-Gushnasp) 465-481
- Xahpuhr Mihran 481-482 (govern militar) ocupa Armènia el 482
- Zarmihr Karen 482-483 (govern militar)
  - Isaac II Bagratuní, cap de la rebel·lió armènia, 481-482
  - Baanes Mamiconi, cap del govern provisional rebel 482-483 i 484
- Shahpuhr de Rayy 483-484 (pel mateix període Toumanoff proposa un marzblan de nom Andigan
- Baanes Mamiconi (nomenat) 484-505/510
- Bardes Mamiconi (Bardes el Patrici) 505/510-509/514
- Purzan (Buzan) 514-518
- Mjej Gnuní (Mezetios) 518-548
- Gushnasp-Vahram 548-555 (dues vegades?)
- Tan-Shahpuhr 555-558 (dues vegades?)
- Varasdat 558-564
- Surenes 564-571 o 572 
  - Vardan Mamiconi 571 o 572-572 (rebel)
- Mirranes Mirabandaces 572-573 o 574
- Felip de Siània 574-576 
  - Vardan Mamiconi 576-577 (rebel)
- Tahm-Khusro (Tamkhosrau) 577-580
- Varaz-Vzur (Varaz-Buzurg o Vzur)580-581
- Pahlav (Aspahbadh) 581-588
- Fraates (Fravardín) 588-591
- Ocupació romana d'Orient 590
  - Musel Mamiconi (governador romà d'Orient) 591-593

### Marzbans perses de Dvin
- Nakhvēfaghan 592-? (C. Toumanoff)
- Vindātakān ? (C. Toumanoff)
- Merakbōūt ? (C. Toumanoff)
- Yazdēn ? (C. Toumanoff)
- Bōūtmah ?-605 (C. Toumanoff)
- Vaspurakan-hamarakar 593-600 (R. Grousset diu Hamarakar 591 i desconeguts 591-603)
- Simbaci Bagratuní I-IV, 603-611/616 (R. Grousset)
- Shahrayanpet (marzban a Dvin) 611-613
  - Shahen Vahmanzadhaghan (a l'oest) 611-613 (pahghospan d'Armènia Occidental) (R. Grousset 608-613)
- Parsayenpet d'Armènia 613-616 (R. Grousset) seria el mateix que l'esmentat com Parschenazdat
- Namdar-Gushnasp d'Armènia 616-619 (R. Grousset)
- Sarablangàs 619-624
- Razates (Rotchvēhān) 624-627
- Conquesta romana d'Orient 627-628

### Marzbans d'Armenia Oriental
- Varaz-Tirots Bagratuní II (Varaz-Tiroç Bragratuní) 628-635 (nominal per tot Armènia i de fet només per la part conservada per Pèrsia 635-643, proclamat príncep d'Armenia el 645 va morir en lluita sense exercir)

## Armènia romana d'Orient

### Governadors d'Armènia Occidental per l'Imperi Romà d'Orient
- Mejēj II Gnouni (governador romà d'Orient) 630-635
- David Saharuní 635-638 governador romà d'Orient, curopalata i Itxkan d'Armènia
- Teodor Reixtuní 638-643 d'Armènia romana d'Orient 638-643 de tot Armènia de facto 638-656, de iure 645-656.

### Governadors romans d'Orient de tot Armènia
- Teodor Reixtuní de tot Armènia de facto 643-645, i de facto i de iure 645-656.
- Simbaci II Bagratuní V, 643-653 (junt a Teodor, el 653 sol)
- Teodor Reixtuní (segona vegada) 653-654
- Musel Mamiconi 654
- Maurià 654-655
- Teodor Reixtuní (segona vegada) 654-655
- Hamazaspes IV Mamiconi 655-661
- Gregori I Mamiconi 661-685
- Asoci I Bagratuní 685-690
- Narses Camsaracà 690-693
- Simbaci (III) Bagratuní VI (fill de Varaz-Tirots Bagratuní) 693-695 (sota protectorat del Califat)
- Abdallah Ibn-Hatim al-Bahili d'Armènia 695-696
- Simbaci (III) Bagratuní VI (segona vegada) 696-705 (independent)
- al Califat Omeia 705

## Governadors califals (valís) d'Armíniya, primer omeies (705-750) i després abbàsides (750-930)
- Muhàmmad ibn Marwan 705-706/707
- Abd-Al·lah ibn Hàtim al-Bahilí 706/707-721
- Hàrith ibn Amru 721-?
- Jarrah ?-730
- Saïd ibn Amr al-Haraixí 730-732
- Marwan ibn Muhàmmad 732-744 (després califa)
- Ishaq ibn Múslim 744-750
- Al-Mansur ibn Muhàmmad ibn Alí 750-752 (valí d'Armènia, Mossul i Azerbaijan, després califa)
- Yazid ibn Ussayd as-Sulamí 752-769
- Baghar ibn Múslim al Uqaylí 769-770
- Hàssan ibn Qàhtaba 770-773
- Sulayman c. 771-772
- Salih ibn Subai al-Kindí c. 771-772
- Amr al Umar (cap militar) 772-773
- Yazid ibn Ussayd as-Sulamí 773-780
- Uthman ibn Umara ibn Khuzayma 780-785
- Khuzayma ibn Khàzim at-Tamimí 785-786
- Yússuf ibn Raixid as-Sulamí 786-790
- Yazid ibn Màzyad aix-Xaybaní 790-791
- Abd-al-Qadir al-Addauí 791
- Sulayman ibn Yazid 791-?
- Ibn Doke (fill, associat) 791-?
- Yazid ibn Màzyad aix-Xaybaní (segona vegada) ?-800
- Khuzayma ibn Khàzim (segona vegada) 800-801
- Ishaq ibn Sulayman ?-?
- Tàhir ibn Muhàmmad c. 813
- Djahap al-Qaysí, emir de Manizkert (ocupació militar) c. 813
- Abd-al-Màlik ibn Djahap, emir de Manizkert c.813-820 (ocupació militar)
- Khàlid ibn Yazid ibn Maziyad c. 830
- Abu-Saïd Muhàmmad ibn Marwazi 849-850
- Yússuf ibn Abi-Saïd ibn Marwazi 850-852
- Bogha el Vell 852-855
- Muhàmmad ibn Khàlid 855-862
- Ali ibn Yahya al-Armaní 862-864
- A l'emirat Qaysita 864-865
- Abu-Saj Diwdad ibn Yússuf ibn Abi-Saïd 865-871
- Àhmad ibn Issa ibn Xaykh, emir de Diyar Bakr 871-877
- Muhàmmad al-Yamaní (lloctinent d'Issa ibn Xaykh aix-Xaybaní, usurpador) 877-878 (va traslladar la capital de Dvin a Bardaa i va crear allí un emirat independent)
- Muhàmmad ibn Khàlid (segona vegada) 878
- Ishaq ibn Kundajik 878-? (governador de Mossul, porta també el títol de governador d'Armènia)
- Àhmad ibn Issa ibn Xaykh aix-Xaybaní, emir de Diyar Bakr (segona vegada) ?-886 (governador nominal)
- governadors de Dvin desconeguts 886-895
- Aixfúin ibn Abu-s-Saj 895-899
- Diwdad ibn Aixfin 899-901
- Yússuf Husep (junt amb Diwdad) 889-900
- Governador no conegut 901-902
- Yússuf Husep (segona vegada) 902-903
- desconegut (un o més d'un) 903-909
- Yússuf Husep (tercera vegada) 909-914
- desconegut (un o més d'un) 914-924
- Yússuf Husep (quarta vegada) 924
- Nasr Subuk 924
- Beshr 924-925
- Nasr Subuk (segona vegada) 925-?
- Emirat de Dvin i Arran (substituint al valiat d'Armènia) vers 930

## Generalíssims d'Armènia
- Simbaci Bagratuní (VI Bagratuní) -726
- Artavasdes Camsaracà 726-732
- Asoci III Bagratuní (Asoci III el Cec) 732-745
- Gregori II Mamiconi 745-746
- Asoci III Bagratuní (segona vegada) 746-750
- Gregori Mamiconi (segona vegada) 750-751
- Musel VI Mamiconi (germà de Gregori) 751-?
- ocupació arab 751-754
- Isaac I Bagratuní, senyor de Taron (cosí germà d'Asoci III) 754-761
- Simbaci III d'Armènia, VII Bagratuní (fill d'Asoci el Cec) 761-772
- vacant 772-781
- Tazates 781-785
- vacant 785-806